# Christian Martigne
Christian Martigne (né le 9 avril 1946 aux Églisottes-et-Chalaures) est un athlète français, spécialiste du triple saut.

## Biographie
Il remporte les championnats de France 1968, à Colombes, établissant à cette occasion un nouveau record de France du triple saut avec la marque de 16,09 m.

### Palmarès
- Championnats de France d'athlétisme :
  - vainqueur du triple saut en 1968.

### Records
| Épreuve     | Performance | Lieu | Date |
| ----------- | ----------- | ---- | ---- |
| Triple-saut | 16,09 m     |      | 1968 |